# The Snow Goose
The Snow Goose is een studioalbum van Camel.
De leider van Camel, gitarist Andrew Latimer werd ernstig ziek na het vorige album en had er ook niet veel zin meer in. Na en tijdens het herstel begon hij te werken aan een nieuwe versie van een oud Camelalbum Music inspired by The Snow Goose. Behalve dat hij zelf ziek was, miste hij zijn maatje uit vroeger tijd Peter Bardens zeer en koos voor een heropname juist dit album, waarbij Latimer en Bardens goed samenwerkten. Het album is opgedragen aan Peter Bardens. Tevens een dankwoord aan de andere twee basisspelers van Camel Doug Ferguson en Andy Ward.
Na het verschijnen van het album ging de band ook op een kleine tournee. Een tweede kleine tournee had alweer een wijziging van samenstelling van de band, Guy LeBlanc werd ziek. Hij werd vervangen door Ton Scherpenzeel.

## Musici
- Andrew Latimer – gitaar toetsinstrumenten
- Colin Bass – basgitaar
- Guy LeBlanc - toetsinstrumenten, stem
- Denis Clement – slagwerk

## Muziek
| Nr. | Titel                        | Duur |
| --- | ---------------------------- | ---- |
| 1.  | The great marsh              | 2:04 |
| 2.  | Rhayader                     | 3:02 |
| 3.  | Rhayader goes to town        | 5:20 |
| 4.  | Sanctuary (gereviseerd)      | 1:06 |
| 5.  | Fritha                       | 1:19 |
| 6.  | The snow goose               | 3:12 |
| 7.  | Frienship                    | 1:44 |
| 8.  | Migration                    | 2:02 |
| 9.  | Rhayader alone (gereviseerd) | 1:50 |
| 10. | Flight of the snow goose     | 2:41 |
| 11. | Preparation                  | 3:53 |
| 12. | Dunkirk                      | 5:25 |
| 13. | Epitaph (gereviseerd)        | 2:07 |
| 14. | Fritha alone                 | 1:39 |
| 15. | Princess perdue              | 4:46 |
| 16. | The great marsh              | 1:34 |